# Monster Boy and the Cursed Kingdom
Monster Boy and the Cursed Kingdom — игра в жанре платформер. Была разработана Game Atelier, в качестве издателя выступила кампания FDG Entertainment. Игра является продолжением серии Wonder Boy от Sega и была выпущена на Nintendo Switch, PlayStation 4 и Xbox One в декабре 2018 года. Версия игры для Windows вышла в июле 2019 года.

## Игровой процесс
Monster Boy and the Cursed Kingdom — сайд-скролл приключение, в которой игрок управляет Джином, который сражается с врагами и решает головоломки для продвижения дальше по сюжету. Как и в игре 1989 года для Sega Master System, Wonder Boy III: The Dragon's Trap, Джин на протяжении игры приобретает пять различных форм животных, которые можно менять по своему усмотрению после их получения. Среди них свинья, которая может находить спрятанные устройства и подсказки; змея, которая может плеваться ядом, карабкаться по стенам и проникать в маленькие пространства; лягушка, которая может плавать, использовать свой язык, чтобы раскачиваться на кольцах и переносить предметы; лев, который может мчаться и пробивать блоки; дракон, который может летать и плеваться огненными снарядами. Человеческая форма Джина может деформироваться и проходить сквозь препятствия. Кроме того игрок может покупать оружие и броню в магазинах, многие из которых предлагают уникальные способности, которые дополнительно можно улучшить, найдя драгоценные камни.

## Краткий сюжет
Мальчик по имени Джин обнаруживает, что его дядя Набу использует магию, сея хаос по всему королевству, превращая всех, включая своего брата Зика, в животных. Пытаясь остановить Набу, Джин превращается в свинью. Узнав от придворного мага Мистиката о том, как вернуть всех в нормальное состояние, Джин отправляется на поиски пяти сфер животных по всему королевству. Однако Мистикат забирает сферы у Джина и с их помощью открывает врата в Тёмное царство для своего хозяина лорда Ксароса, который манипулировал Набу, заставляя его выполнять свои приказы. Отправившись в Тёмное царство, Джин сталкивается с Ксаросом и с помощью своих друзей и духов Wonder Boys из прошлого одерживает над ним победу, возвращая королевство к нормальной жизни.

## Отзывы
| Сводный рейтинг       | Сводный рейтинг                     |
| Агрегатор             | Оценка                              |
| --------------------- | ----------------------------------- |
| Metacritic            | NS: 86/100 PS4: 87/100 XONE: 85/100 |
| Иноязычные издания    |                                     |
| Издание               | Оценка                              |
| GameSpot              | 8/10                                |
| IGN                   | 9/10                                |
| Nintendo Life         | [ 8 ]                               |
| Nintendo World Report | 8,5/10                              |

В течение недели после её выхода на консолях игра разошлась тиражом 50000 проданных копий. В январе 2019 года FDG Entertainment объявила, что на версию для Switch пришлось в восемь раз больше проданных экземпляров, чем для PlayStation 4 и Xbox One вместе взятые.